# Sergestoidea
Sergestoidea är en överfamilj av kräftdjur. Sergestoidea ingår i ordningen tiofotade kräftdjur, klassen storkräftor, fylumet leddjur och riket djur. Enligt Catalogue of Life omfattar överfamiljen Sergestoidea 96 arter. 
Kladogram enligt Catalogue of Life:
| Sergestoidea | \| \| Luciferidae \| \| \| \| \| \| Sergestidae \| \| \| \| |
|              | \| \| Luciferidae \| \| \| \| \| \| Sergestidae \| \| \| \| |
|              | Luciferidae                                                 |
|              |                                                             |
|              | Sergestidae                                                 |
|              |                                                             |